# Systems in Blue
Systems in Blue is een Duitse popgroep die is opgericht door de oud-bandleden van Blue System en Modern Talking. Dat zijn het drietal Rolf Köhler, Michael Scholz en Detlef Wiedeke. Na het overlijden van leadzanger Rolf Köhler nam Micheal Scholz de leadzang over. 
Het originele drietal begonnen met hun carrière in de jaren 70, en ze speelden in allerlei bands. Rolf Köhler werkte voor diverse artiesten zoals Blonker, Uriah Heep, Blind Guardian, Helloween, Grave Digger, Gamma Ray, Iron Savior, Savage Circus, Mephistopheles, Kin Ping Meh en velen anderen. Het drietal van Systems in Blue heeft het meeste bekendheid genoten door hun succesvolle samenwerking met Dieter Bohlen aan het project Modern Talking met Thomas Anders als leadzanger, waarbij het drietal verantwoordelijk was voor de typische hoge stemmen in de refreinen. Ook waren ze bekend als onderdeel van de band Blue System waarbij Rolf Köhler de leadzanger was in de refreinen en Dieter Bohlen de coupletten op zich nam.

## Geschiedenis

### Rechtszaak
Naast Modern Talking en Blue System was het drietal ook werkzaam in bijna alle producties van Dieter Bohlen tussen 1984 en 2000 zoals onder andere C.C.Catch, Chris Norman, Nino de Angelo, Bonnie Tyler, Thomas Forstner, Engelbert Humperdinck en vele anderen. In 2001 spande het drietal een rechtszaak tegen platenmaatschappij BMG omdat ze niet eerlijk gecompenseerd werden voor hun bijdrage aan het album Back For Good uit 1998.

### Oprichting Systems in Blue
In de zomer van 2003 werd Systems in Blue opgericht door de oud-bandleden van Modern Talking en Blue System, na het eerder uiteenvallen van deze bands. De naam Systems in Blue lijkt veel op de naam Blue System en het was de bedoeling dat ze na Modern Talking in 2003 onder de naam Blue System verder gingen, maar Dieter Bohlen weigerde dat en spande een rechtszaak tegen de drie aan. Toen heeft het drietal de naam deels overgenomen door het Systems in Blue te noemen, maar wel met hetzelfde logo als van Blue System. Thomas Widrat voegde zich als muziekproducent en tekstschrijver bij de band. In Nederland heeft Systems in Blue geen grote bekendheid genoten door promotiegebrek. Dit in tegenstelling tot Modern Talking, dat in Nederland en wereldwijd grote hits had.

## Eerste jaren: 2004-2014
Hun eerste single Magic Mystery verscheen in Duitsland op 22 maart 2004 en kwam in de Duitse Single Top 100 tot de 12de plaats en in de Europese Dance Charts op nummer 1. De tweede single, Winner, verscheen op 11 oktober 2004 en sloeg net als de vorige single internationaal ook redelijk aan, de single kwam onder andere in de Canadese Dance Charts op de nummer 1-positie terecht. Na een wissel van platenmaatschappij en een creatieve pauze werd op 22 augustus 2005 de derde single Point of No Return uitgebracht. Het gelijknamige album kwam op 20 september 2005 in de platenwinkels terecht. In 2006 bracht Systems in Blue de single Give a Little Sweet Love uit in samenwerking met Mark Ashley. Deze laatste zong de coupletten en het eerste deel van het refrein, zoals Thomas Anders dat deed bij de Modern Talking liedjes. Deze single is niet hoog in de internationale hitparades terechtgekomen, maar sloeg wel bij de verkoop goed aan.
In september 2007 overleed Rolf Köhler onverwachts tijdens het werk in de studio als gevolg van een hartinfarct. Voor zijn overlijden had Köhler al de nieuwe nummers geproduceerd en de voornaamste zangpartijen en koortjes ingezongen voor het tweede album Out of the Blue. Op 21 maart 2008 kwam werd dit album postuum uitgebracht met in totaal 12 nieuwe nummers inclusief hun nieuwe single Dr. No.
Tegelijkertijd werd er in 2007 ook gewerkt aan een ander album in samenwerking met Mark Ashley. Wegens het plotselinge overlijden zong Köhler maar in enkele nummers mee in dit album. Na zijn overlijden werd dit album door de overige bandleden afgemaakt. Dit album getiteld Heartbreak Boulevard kwam Op 23 mei 2008 uit met 15 nummers.

### Muziek en zang-stijl
Diverse nummers uit het eerste album van Systems in Blue hebben overeenkomsten met de liedjes van Modern Talking en Blue System, zoals de hoge koortjes en de italodsico-elementen. Het verschil met de voorgaande bands is dat de nummers van Systems in Blue sneller en meer dramatisch klinken. Ook zijn de nummers meer met moderne elementen gemixt.
Rolf Köhler zong met een schor, laag stemgeluid de coupletten in, waarna hij het refrein in zong waarbij het sterk op Blue System lijkt, waar hij eveneens de leadzanger was.
Vanaf hun tweede album Out of the Blue werd de stijl aangepast met strakkere beats, meer house elementen en klonken de nummers sneller. Op de meeste nummers van dit album zijn er tijdens de coupletten twee stemmen tegelijk te horen, namelijk een hoge en zware stem. Deze twee stemmen zijn beide door Köhler ingezongen.

### Na het overlijden van Köhler
Na het overlijden van Rolf Köhler hebben Systems in Blue nog diverse optredens gehad, remix-albums uitgebracht en hebben ze nummers geproduceerd voor enkele andere artiesten, en ook meegezongen met hun typische hoge koortjes in producties van diverse andere artiesten. Onder de naam Skynight Avenue hebben ze in 2013 enkele nummers uitgebracht. Thomas Widrat had inmiddels de band verlaten in deze periode.

## Nieuwe start: 2015-heden
Sinds 2015 zijn Michael Scholz en Detlef Wiedeke weer onafgebroken actief onder de naam Systems In Blue. Sindsdien werd Michael Scholz leadzanger, en kregen ze medewerking van muziekproducent Johann Perrier en zanger Olaf Senkbeil, die een goede vriend en collega van Rolf Köhler was.  
Sindsdien brengen ze regelmatig nieuwe singles en albums uit. De stijl van de muziek is meer in eurohouse-stijl geproduceerd en de beats zijn wat harder en strakker ten opzichte van de eerste twee albums. Na het album Blue Universe in 2020 verliet Olaf Senkbeil de band.

## Discografie

### Singles
| Jaartal | Single                                       | Opmerking                                    |
| ------- | -------------------------------------------- | -------------------------------------------- |
| 2004    | Magic Mystery                                |                                              |
| 2004    | Winner                                       |                                              |
| 2005    | Point of No Return                           |                                              |
| 2006    | 1001 Nights                                  |                                              |
| 2006    | Give a Little Sweet Love (feat. Mark Ashley) | Met Mark Ashley als leadzanger               |
| 2007    | Voodoo Queen                                 |                                              |
| 2008    | Dr. No                                       |                                              |
| 2009    | System in Blue                               |                                              |
| 2009    | Heaven & Hell                                |                                              |
| 2010    | Into the Blue - Megamix                      | Mix van diverse nummers                      |
| 2012    | Made in Heaven - DJ Deep Hitmix 2k12         | Mix van diverse nummers                      |
| 2015    | Christmas in Blue                            | Kerstsingle                                  |
| 2017    | Take It Like a Man                           |                                              |
| 2017    | She's a Gambler                              |                                              |
| 2018    | There's No Heart                             | Speciale 80's versie uitgebracht op vinyl LP |
| 2020    | Play For Me The Melody Of Love               |                                              |
| 2021    | Don't Walk Into The Light                    |                                              |
| 2022    | Look Up                                      |                                              |

### Albums
| Jaartal | Album                                    | Opmerking |
| ------- | ---------------------------------------- | --- |
| 2005    | Point of No Return                       | Het eerste album |
| 2008    | Out of the Blue                          | Het tweede album |
| 2008    | Heartbreak Boulevard (feat. Mark Ashley) | Album met Mark Ashley als leadzanger |
| 2009    | Heaven & Hell - The Mixes                | Album met remixes van diverse nummers |
| 2010    | The Big Blue Megamix                     | Megamix van nummers uit de eerste twee albums |
| 2011    | Symphony in Blue                         | Album met diverse singlenummers, extended versions, playback versions en remixes                                                                   |
| 2012    | Voices from Beyond                       | Album met voornamelijk dezelfde nummers uit Heartbreak Boulevard, maar in deze versies is de eerste zangpartij ingezongen door Rolf Köhler in 2007 |
| 2016    | Back in Blue                             | EP (mini-album) met enkele nieuwe nummers die in verschillende uitvoeringen zijn uitgebracht                                                       |
| 2017    | Mélange Blue                             | Het derde album |
| 2019    | Blue Horizons                            | EP (mini-album) met de nieuwe nummers: "So Long" en "Turn Out The Light" in diverse uitvoeringen                                                   |
| 2020    | Blue Universe                            | Het vierde album |

### Fan-cd's
- 2004: Winner (Special Fan - Edition)
- 2005: System in Blue
- 2005: Sexy Ann
- 2008: Jeannie Moviestar (feat. Mark Ashley)

### Videografie
- 2005 SIB & Patty Ryan live in Essen (DVD-R)
- 2006 SIB behind the Scenes 1001 Nights (DVD-R)